# 原田武一

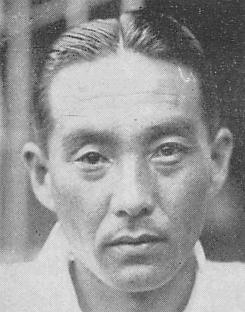
原田武一

原田武一（1899年5月16日—1978年6月12日），日本男子網球運動員。

## 生平
1926年，他位列《每日电讯》的全球网球排名第六名.此外他曾排名全球第十名、以及美国第3名（1925年）。
1923年，在他成为日本全国网球双打冠军后，他迁到美国并继续攻读哈佛大学学位。1929年，他再次活动二全日本网球单打和双打冠军。哈利·考勒斯是他的教练。
1929年，他结婚并同年拥有第一个孩子。他也是东京的一所商场经理。

## 外部連結
- 原田武一（英文/西班牙文）的官方資料
- 原田武一的國際網球總會 職業／青少年 官方資料（英文）
- 原田武一的官方資料（英文）
- 引退選手:原田武一（故人） - 日本テニス協会公式サイト （日語）